# Sebastián Herrero Espinosa de los Monteros
Sebastián Herrero Espinosa de los Monteros (Jerez de la Frontera (Cádiz), 20 de enero de 1822 - Valencia, 9 de diciembre de 1903) fue un cardenal español que fue obispo de varias diócesis hasta terminar en la Archidiócesis de Valencia.

## Biografía

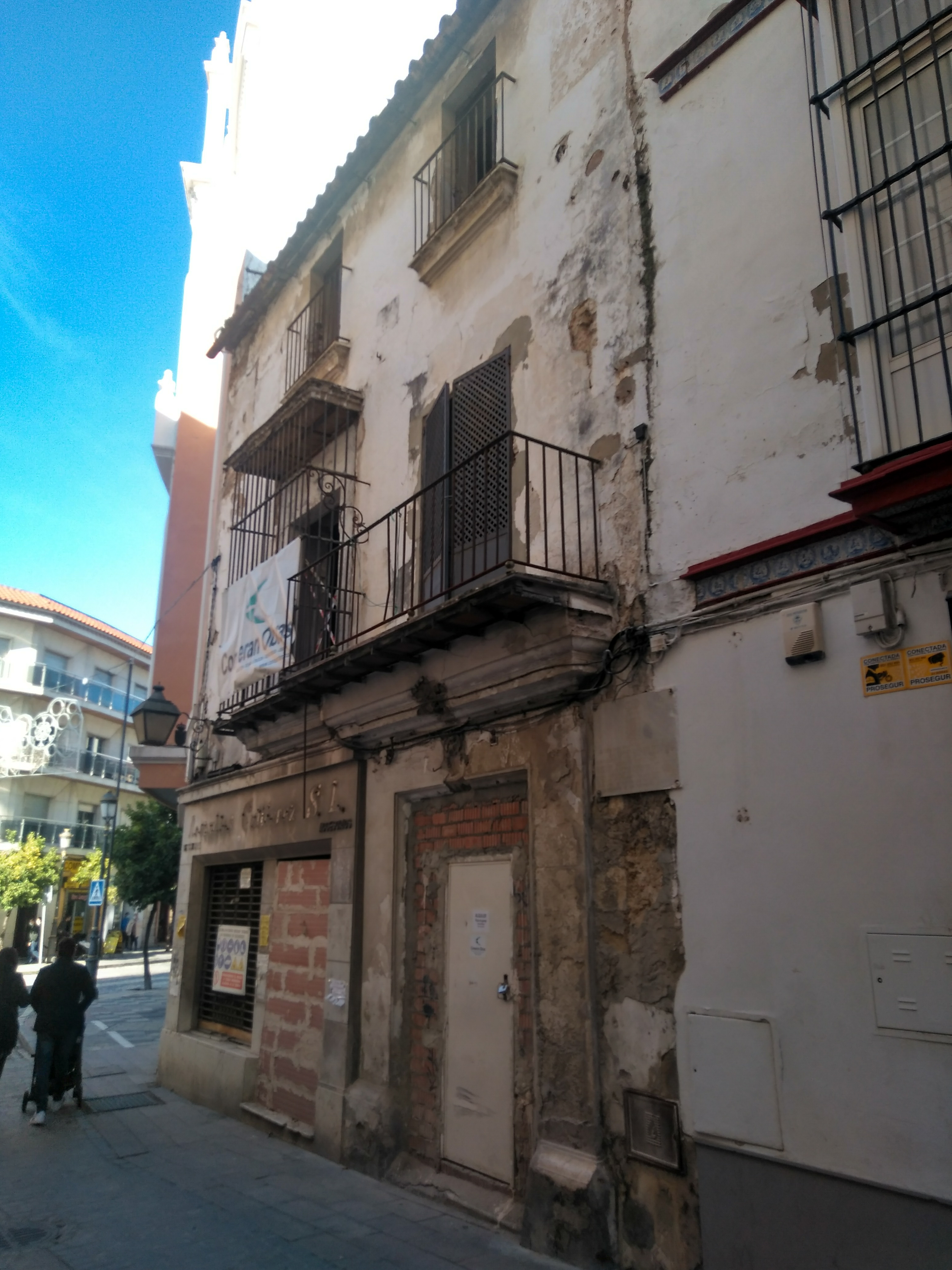
Casa natal

Nace en Jerez de la Frontera el seno de una noble familia descendiente de los marqueses de Monte Olivar por línea materna. Estudia Humanidades y Filosofía.
Al mismo tiempo que se dedicó a los estudios de jurisprudencia, se dio a conocer como poeta y escritor, colaborando en los periódicos de su tiempo.
Empieza a ejercer de abogado en Morón hasta que en 1856 decide ingresar en el sacerdocio. Así ingresa en la congregación de San Felipe Neri y en 1860 es ordenado sacerdote.
El 17 de septiembre de 1875 es promulgado para obispo de Cuenca por el papa Pío IX siendo nombrado el 30 de noviembre de 1875. El 18 de diciembre de 1876 es nombrado obispo de Vitoria puesto al que renuncia en junio de 1880 por problemas de salud.
El 27 de marzo de 1882 es nombrado obispo de Oviedo puesto que ocupa hasta el 15 de marzo de 1883 que se hace cargo del obispado de Córdoba.
En 1893 es designado senador por el Arzobispado de Sevilla, convirtiéndose, en 1899, senador por derecho propio.
El 24 de marzo de 1898 es nombrado por el papa León XIII arzobispo de Valencia y cinco años más tarde es nombrado cardenal el 22 de junio de 1903 asignándole el cardenalato de Ss. Bonifacio ed Alessio. 
En 1903 participa en el cónclave para elección del nuevo papa Pío X tras la muerte de León XIII.
Fallece en Valencia el 9 de diciembre de 1903 siendo enterrado en la capilla de la Purísima de la catedral.